# Fluxo de caixa livre
Fluxo de Caixa Livre (FCL) ou Fluxo de Caixa da Empresa (FCE), em inglês Free Cash Flow, trata diretamente dos direitos dos proprietários do Patrimônio Líquido, dos preferencialistas e dos financiadores. O cálculo do FCL ou FCE é realizado a partir do Lucro Operacional, incluindo Impostos, antes de qualquer remuneração aos donos de capital mencionados. O FCL de uma empresa alavancada será maior que o Fluxo de caixa do acionista (FCA) dessa empresa, conquanto, tais fluxos serão iguais, para uma empresa livre de dívidas (não-alavancada).
O cálculo do FCL ou FCE pode ser obtido de duas maneiras:

## Cálculo do FCL (modelo 1)
A partir do FCA, soma-se o custo da dívida após pagamento de Impostos (Juros), os pagamentos da Dívida Nominal e os direitos dos Sócios Preferencialistas (dividendos portadores de ações preferenciais), além disso, diminuindo as Novas Emissões de Dívida.
Fluxo de Caixa do Acionista(FCA)
(+) Despesas Financeiras (Juros) calculadas como (1- alíquota fiscal)
(-) Pagamentos da Dívida Nominal
(-) Novas Emissões da Dívida
(+) Dividendos Preferenciais
(=) Fluxo de Caixa Livre (FCL) ou Fluxo de Caixa da Empresa (FCE)
O Patrimônio Líquido (Ke)(Custo da Equity), a “Despesa Financeira (Juros)” já contempla o benefício da dívida (deve ser considerada apenas a dívida remunerada - net debt - tendo em conta que é só esta que gera encargos para a Sociedade, já que, por exemplo, divídas a fornecedores, normalmente, nao tem juros), Dividendos preferenciais descontados pelo Custo das Ações Preferenciais. Outro ponto a ser destacado é a condição referente ao uso do Weighted Average Cost Of Capital (WACC) para descontar o fluxo quando se usa o Discount Cash Flow Model (Modelo dos fluxos de caixa descontados)

## Cálculo do FCL (modelo 2)
A estimativa dos Fluxos de Caixa da Empresa pode ser obtida a partir do Lucro antes do pagamento de juros e de impostos, EBIT sensibilizado pelo benefício da dívida, somando a depreciação, diminuindo os Desembolsos de Capital e a Necessidade de Capital de GIRO (NCG).
(=) Lucro antes do pagamento de juros e impostos (EBIT) (1- alíquota fiscal)

(+) Depreciação e Amortização
(=) EBITDA
(-) Desembolsos de Capital
(+) Gastos de Capital de Giro (Capex)
(-) Ganhos de Capital))
(*) 1-Taxa de imposto sobre a Sociedade (alíquota fiscal)
(-) Novas Emissões da Dívida E CREDITO
(=) Fluxo de Caixa Livre (FCL) ou Fluxo de Caixa da Empresa (FCE)

A estrutura do FCL: 
=Receita bruta: 
-Custos: 
=Margem de Contribuição: 
-Despesas: 
=Lajirda: 
-Depreciacao: 
=Lair: 
-Imposto de renda: 
=Lucro líquido operacional: 
+ Depreciacao: 
=FCO: 
-◇CGL: 
-◇Capex: 
=FCL: